# Anton Rodgers
Anthony „Anton“ Rodgers (* 10. Januar 1933 in Wisbech; † 1. Dezember 2007 in Reading) war ein britischer Schauspieler.

## Werdegang
Anton Rodgers begann seine Film- und Fernsehkarriere gegen Ende der 1950er Jahre in britischen Kinofilmen und Fernsehproduktionen. In den 1960er Jahren beschränkten sich seine Kinoauftritte meist auf kleinere Rollen. Mehrfach spielte er in Filmen von Gerald Thomas, darunter in zwei Filmen aus der Carry-On-Filmreihe, mit. Weitere bekannte Filme dieser Zeit, in denen er mitwirkte, waren Agenten sterben einsam, Ein Mann jagt sich selbst, Der Schakal und Scrooge. In Scrooge sang er das Lied Thank You Very Much, das für einen Oscar nominiert war.
In der zweiten Hälfte der 1980er und der ersten Hälfte der 1990er Jahre spielte er mehrere größere Rollen, etwa in Das vierte Protokoll, in Zwei hinreißend verdorbene Schurken und in Der Sohn des rosaroten Panthers. Insgesamt wirkte Rodgers in mehr als 25 Kinofilmen mit; im Fernsehen verkörperte er mehr als 60 Rollen. Als Sprecher war er in der Kinderserie Old Bear Stories zu hören. Eine seiner letzten Rollen war die des C. S. Lewis in einem Dokuspiel der BBC über den Schriftsteller. Neben der Filmarbeit spielte Rodgers auch Theater. Seine größte Rolle war die des Mackie Messer in der Dreigroschenoper beim kanadischen Stratford-Festival.
Rodgers Sohn aus erster Ehe (zwei Kinder) ist der Kameramann Adam Rodgers, in zweiter Ehe war er mit der fast 25 Jahre jüngeren Schauspielerin Elizabeth Garvie verheiratet, mit der er drei Kinder hatte.

## Filmografie (Auswahl)
- 1960: Das Spinngewebe (The Spider’s Web)
- 1962: Ist ja irre – der Schiffskoch ist seekrank (Carry On Cruising)
- 1962, 1963: Richard Löwenherz (Richard the Lionheart, Fernsehserie, 4 Folgen)
- 1964: Ist ja irre – ’ne abgetakelte Fregatte (Carry On Jack)
- 1964: Geheimauftrag für John Drake (Danger Man, Fernsehserie, 1 Folge)
- 1967: Der Mann mit dem Koffer (Man in a Suitcase) (Fernsehserie, 2 Folgen)
- 1967: Nummer 6 (The Prisoner) (Fernsehserie, 1 Folge (Der Doppelgänger))
- 1968: Agenten sterben einsam (Where Eagles Dare)
- 1969: Randall & Hopkirk – Detektei mit Geist (Randall & Hopkirk (Deceased), Fernsehserie, 1 Folge)
- 1970: Ein Mann jagt sich selbst (The Man Who Haunted Himself)
- 1970: Scrooge
- 1971: Jason King (Fernsehserie, 2 Folgen)
- 1971: Das Haus am Eaton Place (Upstairs, Downstairs, Fernsehserie, 2 Folgen)
- 1972: Kein Pardon für Schutzengel (The Protectors, Fernsehserie, 1 Folge)
- 1973: Der Schakal (The Day of the Jackal)
- 1977: Die Tragödie am Elephant Rock (East of Elephant Rock)
- 1978: Simon Templar – Ein Gentleman mit Heiligenschein (Return of the Saint, Fernsehserie, 1 Folge)
- 1985: Mord mit doppeltem Boden (Murder with Mirrors) (TV-Film)
- 1987: Das vierte Protokoll (The Fourth Protocol)
- 1988: Zwei hinreißend verdorbene Schurken (Dirty Rotten Scoundrels)
- 1991: Verliebt in Chopin (Impromptu)
- 1993: Der Sohn des rosaroten Panthers (Son of the Pink Panther)
- 2002: Inspector Barnaby (Midsomer Murders) (TV-Serie, eine Folge)
- 2004: Verrat in Venedig (Secret Passage)
- 2004: Der Kaufmann von Venedig (The Merchant of Venice)
- 2006: Die Moormörderin von Manchester (Longford, Fernsehfilm)
- 2007: Go Go Tales